# Новогородець
Новогоро́дець (рос. Новогородец) — селище у складі Ленінськ-Кузнецького округу Кемеровської області, Росія.

## Населення
Населення — 436 осіб (2010; 417 у 2002).
Національний склад (станом на 2002 рік):
- росіяни — 96 %